# La Chaux, Orne
La Chaux är en kommun i departementet Orne i regionen Normandie i nordvästra Frankrike. Kommunen ligger i kantonen Carrouges som tillhör arrondissementet Alençon. År 2022 hade La Chaux 53 invånare.

## Befolkningsutveckling
Antalet invånare i kommunen La Chaux
| Referens: INSEE |